# 劳里·科斯凯拉
劳里·科斯凯拉（芬蘭語：Lauri Koskela，1907年5月16日—1944年8月3日），芬兰男子摔跤运动员。他曾代表芬兰参加1932年和1936年夏季奥林匹克运动会摔跤比赛，共获得一枚金牌和一枚铜牌。